# Seikko Eskola

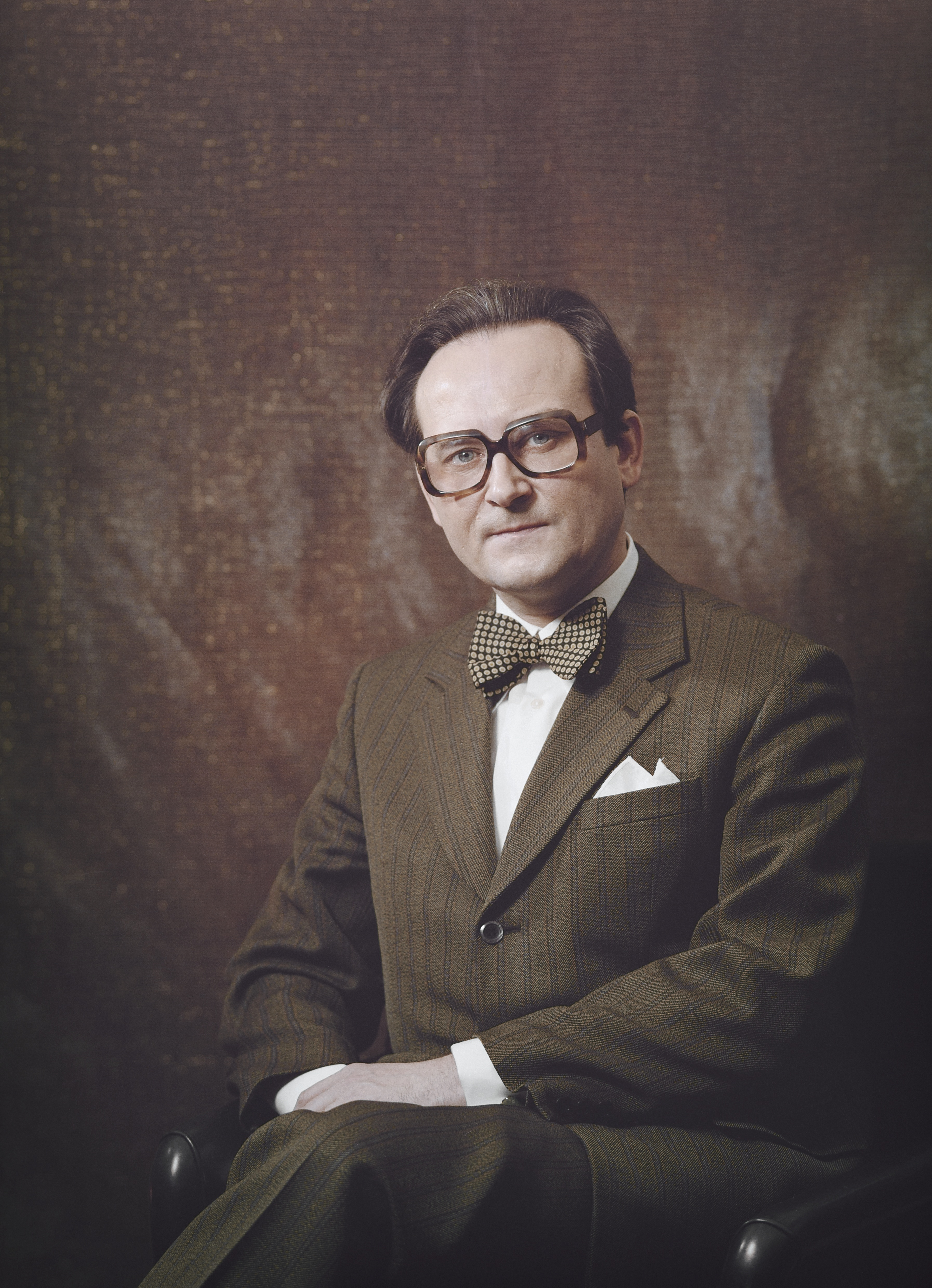
Seikko Eskola år 1978.

Seikko Aarne Väinämö Eskola, född 13 september 1933 i Riihimäki, är en finländsk historiker och samhällsdebattör.
Eskola avlade politices doktorsexamen 1966. Han var 1966–1972 yngre forskare vid statens samhällsvetenskapliga kommission och 1974–1997 bitr. professor i allmän historia vid Tammerfors universitet. Han har innehaft talrika förtroendeuppdrag inom den vetenskapliga världen och verkat som huvudredaktör för kulturtidskriften Kanava 1979–1993.
Bland Eskolas arbeten märks de presshistoriska studierna Suomen kysymys ja Ruotsin mielipide (1965) och Yhdysvaltain lehdistö ja Suomen kriisi (1974), vidare Kreikka, Englanti ja Yhdysvallat 1944-1953 (1971) och Tiedettä, taidetta, aatetta (1991), en betraktelse över Finska kulturfondens roll i finländsk kulturpolitik. Han erhöll professors titel 1993. 